# Klaus Lederer (Chemiker)

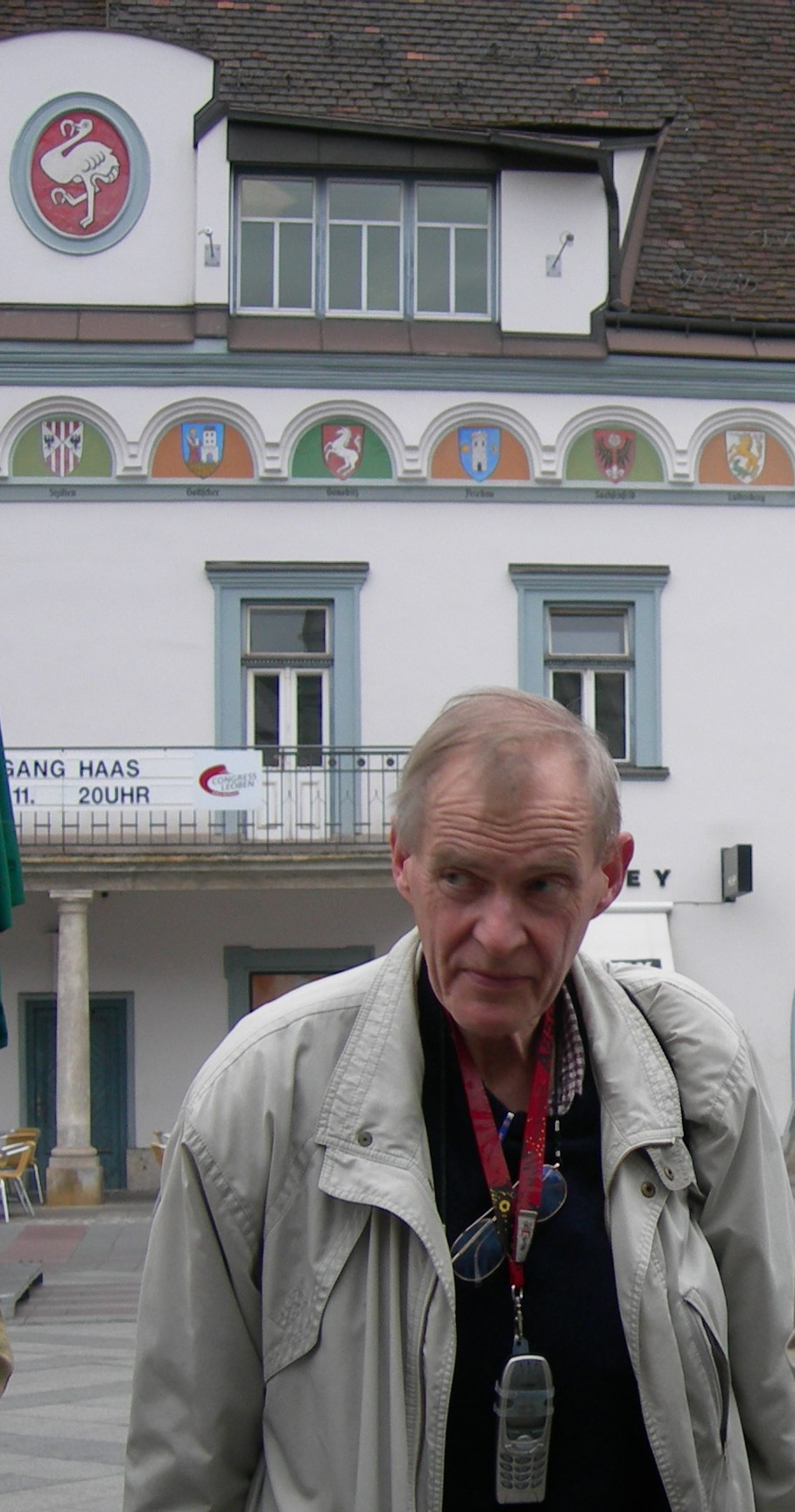
Klaus Lederer vor dem Alten Rathaus Leoben mit Stadtwappen, 2005

Klaus Lederer (* 12. Mai 1942 in Kalwang; † 30. August 2009 ebenda) war ein Chemiker, der sich vor allem mit Polymeren befasste und an der Montanuniversität Leoben lehrte.

## Biografie
Klaus Lederer studierte nach der Matura am Realgymnasium in Leoben (Steiermark) bei Josef Schurz und Otto Kratky an der Universität Graz und spezialisierte sich zunächst auf Röntgenkleinwinkelstreuung an Hochpolymeren. Nach dem Studium wurde er Abteilungsleiter für Röntgen- und Strukturforschung am Institut für Makromolekulare Chemie der TH Darmstadt, 1975 habilitierte er sich an der Montanuniversität Leoben für das Fach Makromolekulare Chemie. Ab 1974 war er Hochschulassistent, von 1982 bis 1989 Leiter der Abteilung für Chemie der Kunststoffe des Instituts für Chemische und Physikalische Technologie der Kunststoffe, danach Vorstand des neu gegründeten Instituts für Chemie der Kunststoffe, an dessen Auf- und Ausbau er entscheidend mitwirkte. 1997 wurde er zum Ordentlichen Universitätsprofessor für Chemie der Kunststoffe ernannt. In einer schwierigen Phase des Instituts, nach Emeritierung älterer Kollegen, war er der einzige Professor in der gesamten Kunststofftechnik und setzte den Erhalt des Instituts durch, das an vielen bahnbrechenden Entwicklungen beteiligt war.
In den letzten Jahren seiner Tätigkeit, wiewohl schon schwer krank, hat sich Lederer durch seine Mitarbeit im Polymer Competence Center Leoben, seine Lehrtätigkeit und den Aufbau des Compoundierlabors Verdienste erworben. Er war federführend an der Etablierung einer sogenannten „Vorziehprofessur“ für Synthese von Spezial- und Funktionspolymeren beteiligt. Die Arbeiten im Compoundierlabor beschäftigten ihn auch nach seiner Emeritierung.
Lederer starb am 30. August 2009 und wurde eine Woche später in Kalwang begraben, wo Primarius Hellmut Lederer, sein Vater, von 1929 bis 1966 das weithin bekannte Unfallkrankenhaus geleitet hatte.

## Publikationen (Auswahl)
In diesem komplexen Forschungsbereich sind die meisten Veröffentlichungen Gemeinschaftsarbeiten, davon hier eine Auswahl. (Dazu kommt eine Reihe von Aufsätzen zur Lage und den Perspektiven des Fachs, veröffentlicht in den Publikationen der Montanuniversität Leoben.)
- mit N. Aust und I. Beytollahi-Amtmann: Determination of the Distribution of Molar Mass and Comonomer Content of Medium Density Polyethylene. Comparison of Procedures with Alternative Sequence of Fractionation, 1995, in International journal of polymer analysis and characterization 1, S. 245–245.
- mit T. Macko, G. Imrich-Schwarz, N. Aust, T. Kolmanics und T. Schwarz: Molecular Characterization of Branched Thermoplastic Polyurethanes in Dilute Solutions of N-Methyl-2-pyrrolidinone, 1996, in Macromolecular materials and engineering 241, S. 113–113.
- mit N. Aust: Molecular Characterization of Polyolefins, 1996, in Journal of macromolecular science / A. 33, S. 927–927.
- mit N. Aust: A new IR detector cell with optimized optical path length for high-temperature SEC of polyolefins, 1997, in International journal of polymer analysis and characterization 3, S. 219–219.
- mit N. Aust und M. Parth: SEC of Ultra-high Molar Mass Polymers - Optimization of the Experimental Conditions to Avoid Molecular Degradation in Case of Narrow Polystyrene Standards, 2001, in International journal of polymer analysis and characterization 6, S. 245–245.
- mit G. Pinter, K. Schnetzinger, R. Lang, P. Zipper: Characterisation of the effects of surface treatment of graphite as a filler in Polypropylene (PP) on fracture toughness under monotonic and cyclic loads, 2002, in Polymerwerkstoffe 2002. S. 557–560.
- Hrsg. mit N. Aust: Chemical and Physical Aspects of Polymer Science and Engineering, Wiley-VCH, Weinheim 2002.
- mit M. Parth und N. Aust: Distribution of Molar Mass and Branching Index of Natural Rubber from Hevea Brasiliensis Trees of Different Age by Size Exclusion Chromatography Coupled with Online Viscometry, 2002, in Macromolecular symposia 181, S. 447–447.
- mit M. Parth und N. Aust: Studies on the Effect of Electron Beam Radiation on the Molecular Structure of Ultra-high Molecular Weight Polyethylene Under the Influence of alpha-tocopherol with Respect to Its Application in Medical Implants, 2002, in Journal of materials science / Materials in medicine, 13, S. 917–917.
- mit N. Aust und M. Parth: The Effect of Electron Beam Radiation on the Molecular Structure of Ultra-High Molar Mass Polyethylene Used for Medical Implants, 2002, in Macromolecular symposia 181, S. 427–427.
- mit K. Schnetzinger, G. Pinter, G. Rieß und P. Zipper: To know why is to know how - Compoundentwicklung mit Hilfe von Simulationstools und Strukturuntersuchungen, 2002, in VLK-News, S. 12–14.
- mit M. Parth und N. Aust: Molecular Characterization of Ultra-high Molar Mass and Soluble Fractions of Partially Cross-linked Polyethylenes, 2003, in International journal of polymer analysis and characterization 8, S. 175–175.
- mit N. Aust und M. Parth: Size-Exclusion Chromatography of Polymers of Ultra-high Molar Mass, 2004.
- mit N. Aust, A. Schneller und A. Holzner: Optimized molecular characterization of synthetic and natural polymers of ultra-high molar mass, 2005.
- Accelerated ageing experiments with crosslinked and conventional ultra-high molecular weight polyethylene (UHMW-PE) stabilised with alpha-tocopherol for total joint arthroplasty, 2006, in Journal of materials science / Materials in medicine 17, S. 1333–1340.
- Animal experiments with ultra-high molecular weight polyethylene (UHMW-PE) stabilised with alpha-tocopherol used for articulating surfaces in joint endoprostheses, 2006, in Journal of materials science / Materials in medicine 17, S. 1341–1347.
- mit Z. Major, M. Moitzi, M. Mitterhuber, T. Schwarz und R. Lang: Development of a test and fatigue analysis methodology for elastomeric seals exposed to explosive decompression, 2006, Konferenzband S. 1–18.
- mit Z. Major, M. Moitzi, M. Mitterhuber, T. Schwarz und R. Lang: Prüfungs- und Versagensanalyse für die explosive Dekompression elastomerer Dichtungen, 2006, in GAK (Gummi Fasern Kunststoffe). S. 685–694.
- Stabilisation of crosslinked ultra-high molecular weight polyethylene (UHMW-PE)-acetabular components with alpha-tocopherol, 2006, in Journal of materials science / Materials in medicine, 17, S. 1323–1331.
- mit Y. Borja und G. Rieß: Synthesis and Characterization of Polypropylene Reinforced with Cellulose I and Cellulose II Fibers, 2006, in Journal of applied polymer science, 101, S. 364–369.
- mit Z. Major, M. Moitzi, M. Mitterhuber, T. Schwarz und R. Lang: Test and failure analyses methodology for elastomeric seals exposed to explosive decompression, 2006, in Rubber, fibres, plastics international. S. 93–100.
- mit Z. Major und R. Lang: Characterisation of the fracture behavior of elastomeres under complex loading conditions, 2007, Experimental Analysis of Nano and Engineering Materials and Structures. S. 223–224.
- mit A. R. Mahendran, N. Aust und C. T. Vijayakumar: Preparation and Characterization of Partially Degraded High-Density Polyethylene in an Internal Mixer, 2008, in Polymer plastics technology and engineering (Polymer-plastics technology and engineering), 47, S. 1142–1146.

## Auszeichnungen
- 2009: Großes Ehrenzeichen des Landes Steiermark[4]
- 2009: Großes Silbernes Ehrenzeichen der Republik Österreich[5]